# Francisca Ordega
Francisca Ordega (* 19. Oktober 1993 in Gboko, Benue) ist eine nigerianische Fußballspielerin.

## Karriere
Ordega startete ihre Karriere in der Jugend der Bayelsa Queens und wurde 2008 ins Profiteam befördert. Nach der Fußballweltmeisterschaft in Deutschland verließ sie die Bayelsa Queens und wechselte zum nigerianischen Meister, den Rivers Angels. Im September 2012 verließ sie ihre nigerianische Heimat und unterschrieb beim russischen Erstligisten und Teilnehmer an der UEFA Women’s Champions League FK Rossijanka. Am 1. Februar 2013 kehrte sie Russland bereits wieder den Rücken und wechselte zum schwedischen Erstligisten Piteå IF. Zur Saison 2015 der National Women’s Soccer League schloss sie sich der Franchise der Washington Spirit an.

### International
Ordega vertrat ihr Heimatland Nigeria bei drei Weltmeisterschaften, der  U-17-WM 2010 in Trinidad & Tobago, der Senioren-WM 2011 in Deutschland und der U-20-WM 2012 in Japan.
Am 16. Juni 2023 wurde sie für den nigerianischen Kader bei der Weltmeisterschaft 2023 nominiert, kam in zwei der vier Spiele ihres Teams zum Einsatz und schied mit der Mannschaft im Achtelfinale gegen die Engländerinnen aus.

## Schauspielkarriere
Ordega gehört zusammen mit Precious Dede und Desire Oparanozie zu den Nollywood-Schauspielerinnen im nigerianischen Fußball.

## Erfolge
- Federations Cup: 2011